# Cratere Odisseo
Odisseo, o Odysseus secondo la denominazione ufficiale, è un cratere da impatto sulla superficie di Teti. Dal diametro di 445 km, è tra i più grandi crateri del sistema solare.
È intitolato a Odisseo, eroe della mitologia greca, meglio noto col nome latino di Ulisse.
È la struttura eponima della maglia cui appartiene.